# Отказанный обратный перекрёсток

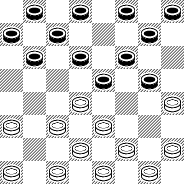
Табия дебюта с ходом 3… hg5

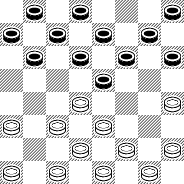
Табия дебюта с ходом 3… fe7

Отказанный обратный перекрёсток — дебют в русских шашках. Табия дебюта возникает после ходов 1.cd4 de5 2.bc3 ed6 3.gh4 hg5 либо 3…fe7, с отказом от хода 3…dc5, которым строится построение, характерное для Обратного перекрёстка (то есть дебюта «Перекрёсток», разыгранного за черных). Однако, несмотря на это, ряд теоретиков ходы 3…fe7, 3…hg5 относят к дебюту обратного перекрёстка (Чернопищук А. С., Высоцкий В. М. Дебюты: «Обратный перекрёсток», «Отказанный обратный перекрёсток». Методическое пособие по русским шашкам. — Государственный Комитет Азербайджанской ССР по физической культуре и спорту, кооператив «Досуг». — Баку, 1990. — 75 с — 1000 экз. С.3). что для создания характерного построения «перекрёстка» требуется сделать ход 3…dc5 (основная система), и, значит, любой другой ход является отказом от дебютного построения.
У белых после 1.cd4 de5 2.bc3 ed6 3.gh4 hg5 два ответа: 4.fg3 и 4.ab2. После 3…fe7 у белых остается ход 4.ab2, после которого черные отвечают 4…bc5 или 4…ba5.
Чернопищук и Высоцкий относят к системе отказанного обратного перекрёстка вариант 1.cd4 de5 2.dc3 ed6 3.gh4 hg5 4. ed2 ba5 5. fg3 cb6 6.gf4 e:g3 7.h:h6, то есть гамбит Шошина-Харьянова (Чернопищук А. С., Высоцкий В. М. Дебюты: «Обратный перекрёсток», «Отказанный обратный перекрёсток». Методическое пособие по русским шашкам. — Государственный Комитет Азербайджанской ССР по физической культуре и спорту, кооператив «Досуг». — Баку, 1990. — 75 с — 1000 экз. C. 61-72)